# 巴塔利亞 (皮奧伊州)
巴塔利亞（葡萄牙語：Batalha）是巴西的城鎮，位於該國東北部，由皮奧伊州負責管轄，始建於1934年5月2日，面積1,588.91平方公里，海拔高度150米，2010年人口25,786，人口密度每平方公里16.23人。